# H.C. Ørsted Værket og Modstandsbevægelsen 1944-45
H.C. Ørsted Værket og Modstandsbevægelsen 1944-45 er en dansk dokumentarfilm. Filmen er optaget af ingeniører ved H.C. Ørstedværket suppleret med optagelse fra Dansk Borgerværn (Sydhavnsbataillonen).

## Handling
Denne artikel mangler et handlingsreferat. Hjælp os med at skrive det.